# 千人隊長
千人隊長（せんにんたいちょう、古代ギリシア語: χιλίαρχος キリアルコス、χιλιάρχης キリアルケース）は、古代ギリシアの軍隊の階級のひとつ。アレクサンドロス大王がヘファイスティオンにこの地位を与えて以来、王に次ぐ宰相相当の官位として千人隊長の名が使われた。
千人隊長はおそらく古代ペルシア語のhazārapati-の翻訳であろう。セメレーニによると、ペルシアの制度自身アッカドからの借用の可能性がある。ヘロドトス『歴史』8.21によると、アケメネス朝の軍隊は、一万人、千人、百人、十人を単位としていた。千人隊長は皇帝の安全を守り、実質的に皇帝についで2番目に重要な人物であった。
千人隊長という名称は『新約聖書』にもしばしば登場する。たとえば、ヨハネによる福音書18:12でイエスを捕らえた千人隊長、使徒言行録21:31以下にエルサレムでパウロを捕らえた千人隊長など。日本語訳では場所によって「千人隊長」（口語訳聖書では「千卒長」）と「将校」（マルコによる福音書6:21など）に訳しわけられている。ローマの軍隊組織に千人隊長は存在せず、おそらくエルサレムに駐屯していた軍の長であるトリブヌス・ミリトゥムを指すものと考えられている。